# 戴頓大學
戴頓大學是一所位於美國俄亥俄州戴頓的天主教私立大學。全日制大學生有7,500人，全体学生是11,000人，提供70種學術課程。戴頓大學是全美國第一所提供人權學士學位的大學。

## 歷史

### 建校
戴頓大學的前身為“聖瑪麗男子學校”（英文：St. Mary's School for Boys）簡稱“聖瑪麗學院”（英文：St. Mary's Institute）。1849年，天主教聖母司鐸會（Society of Mary (Marists)）牧師利歐·梅耶 （Rev. Leo Meyer, S.M.）從法國阿爾薩斯來到美國俄亥俄州辛辛那提傳教。時逢俄亥俄州霍亂橫行，辛辛那提教區主教約翰·巴蒂斯特·珀塞爾（John Baptist Purcell）將其分配至位於戴頓市的以馬內利堂區傳教。在當地，梅耶牧師結識了來自歐洲的移民約翰·斯圖爾特（John Stuart）。斯圖爾特的女兒瑪麗·露易莎·斯圖爾特與一年前因霍亂去世。萬念俱灰之下，斯圖爾特和妻子希望將其擁有的農場售予教會並返回歐洲。
次年（1850年）3月19日，梅耶牧師和其他三名聖母司鐸會會員：教師馬克西姆·澤勒（Maximin Zehler），廚師查爾斯·舒爾茨（Charles Schultz）以及園丁安德魯·埃德爾（Andrew Edel）合計，買下斯圖爾特的農場，並以耶穌基督故鄉——拿撒勒（Nazareth）命名。農場佔地125英畝，含有果園，一座住房，各種附屬農業設施。未來的學校將在此建立。約翰·斯圖爾特夭折的女兒瑪麗的墳墓被保留並得到妥善維護。1850年7月1日，聖瑪麗男子學校（St. Mary's School for Boys）正式開學。
之後數年，學校迅速發展。雖然與1855年遭遇火災，校舍被焚毀，但學校迅速得以重建並繼續擴張。至1860年澤勒出任校長時，學生規模超過100人。美國內戰對學校影響甚微，蓋因其學生年幼，無法充任軍職之故。次年，聖瑪麗學院開始提供大學預科和預備修士課程，並於1882年起成為具有完整的學士學位授予權的高等院校，獲得俄亥俄州的承認，學校名稱也與1878年微調為St. Mary's College。此時的聖瑪麗學院仍提供高中教育。
1920年，為增強與所在城市的聯繫並增強其普適性，聖瑪麗學院改名為“戴頓大學”（英文：University of Dayton）。同時高中部亦獨立，發展成如今的夏明納-茱莉安納高級中學（Chaminade Julienne High School）。

## 校園

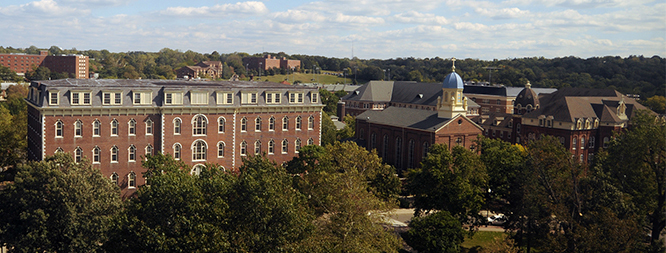
聖瑪麗大樓和聖母無染原罪教堂

戴頓大學位於戴頓市區以南，佔地約388英畝，由四個部分組成：舊校園，西校園，河濱校園，和綜合體育區

## 排名
根據2011年的美國新聞與世界報導，戴頓大學為全國性大學第一級，排名第99名。而工程學院排名則為全美第57名。

## 知名人物
- 查尔斯·佩德森 - 1987年諾貝爾化學獎得主

## 外部連結
- 戴頓大學官方網站 （页面存档备份，存于）

## 資料來源
1. ↑  .   [2010-01-20]. （原始内容存档于2009-08-26）.
2. ↑  .   [2011-02-18]. （原始内容存档于2016-10-24）.